# Víziváros (Budapest)
A Víziváros (németül: Wasser Stadt) Budapest városrésze az I. és a II. kerületben.

## Fekvése
A budai Várhegy lábánál, a Duna felé enyhén lejtő területen fekvő, nagyjából háromszög alakú Víziváros Budapest I. kerületéhez és Budapest II. kerületéhez tartozik. Észak felől a Bem József utca, keletről a Duna, délről az Ybl Miklós tér, nyugatról a Várhegy, északnyugatról a Széll Kálmán tér, ill. az ívben hajló Margit körút határolja. (A két kerületet a Csalogány utca választja el egymástól.)

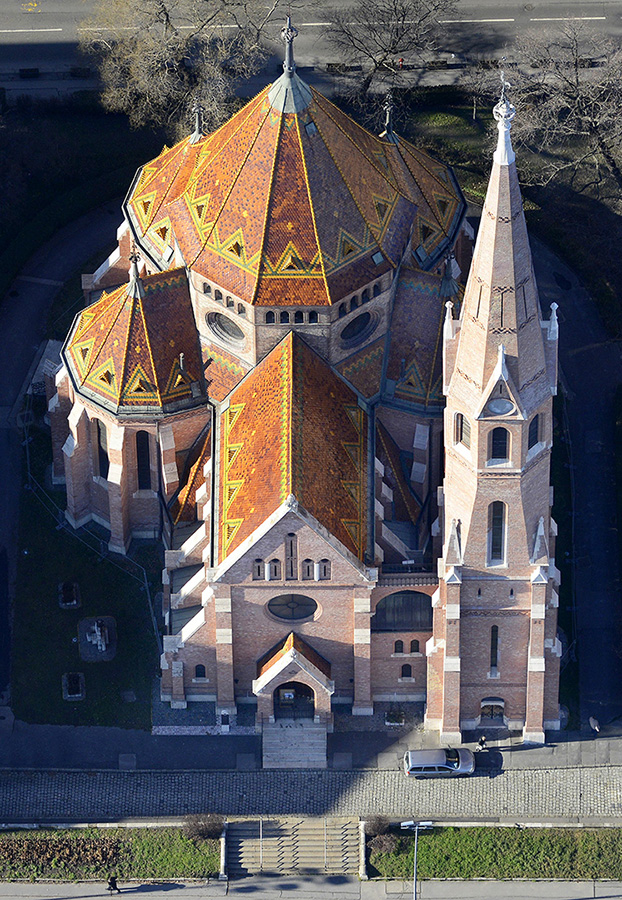
Szilágyi Dezső téri református templom (Budapest) légifotón

## Története
A római korban a városrészen át vezetett a Dunával párhuzamos, észak–déli közlekedési útvonal Aquincum felé, s a mai Batthyány tér területén ágazott el nyugat felé a hadi út. A rómaiak itteni települését a szarmaták pusztították el a III. században. A középkorban több kis település jött létre ezen a területen, mindegyiket a templomáról nevezték el. Lakosaik Zsigmond király idejében városfallal erődítették meg e településeket; a falmaradványok ma már csak a Margit körút 66. szám alatt, a Horvát utca 25-27. számú ház kertjében, illetve a Külügyminisztérium Bem téri épületének aulájában láthatók. Stratégiai jelentőségű területe volt a mai Batthyány tér környéke, és később is ide szerveződött a Víziváros menti vízi út és a római nyomvonalon haladó szárazföldi út védelme. A középkortól kikötő is volt itt, ahol élénk kereskedelmi élet zajlott. Buda elfoglalása után a törökök a templomokat dzsámikká alakították, és felépítették a ma is meglevő Király fürdőt. 1686-ban, a Buda visszafoglalásáért vívott harcok során a városrész szinte teljesen elpusztult. Az ostrom után német kereskedőket, iparosokat telepítettek ide, akik a barokk stílus jegyében építették fel házaikat, templomaikat. A 19. század végén a Duna-partot palotasorral szegélyezték. A második világháború után felépült első – ideiglenes – híd, a Kossuth híd a Vízivárosból, a Batthyány térről ívelt át a Duna bal partjára. 
A városrész néhány kis utcája, műemlék temploma, lakóháza még ma is őrzi a régi idők hangulatát.

## Fontosabb közterületek

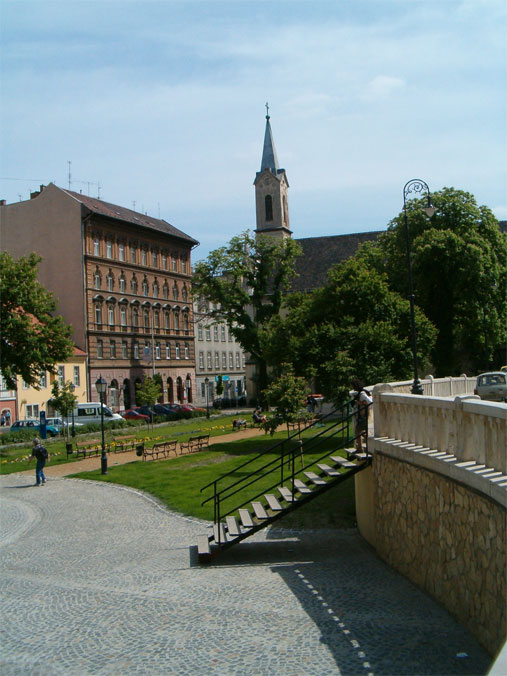
A vízivárosi Corvin tér

- Batthyány tér
- Bem József utca
- Bem rakpart
- Bem tér
- Clark Ádám tér
- Csalogány utca
- Fő utca
- Széna tér

## Nevezetességei
- Alagút (Clark Ádám tér)
- Budavári sikló (Clark Ádám tér)
- „0” kilométerkő (Clark Ádám tér)
- Alsó-vízivárosi Szent Erzsébet-plébániatemplom (kapucinus templom, Fő utca 32.)
- Szilágyi Dezső téri református templom
- Szent Anna-templom (Batthyány tér 7.)
- Szent Ferenc sebei templom és egykori ferences kolostor
- Király gyógyfürdő (Fő utca 82–86.)
- Bem József szobra

## Múzeumok
- Öntödei Múzeum (Bem József utca 20.)